# Amida de Puzzle
Amida de Puzzle (アミダ de パズル?) es un videojuego de lógica para teléfonos móviles, fue lanzado en 25 de abril de 2007 solo en Japón, y fue desarrollada y publicada por Hudson Soft.